# Ocupação soviética da Hungria
A ocupação soviética da Hungria, seguiu a derrota da Hungria na Segunda Guerra Mundial, durou 45 anos e terminou em 1991 após o colapso da União Soviética.

## II Guerra Mundial
Em julho de 1941, o Reino da Hungria, um membro do Pacto Tripartite, participou da Operação Barbarossa, em aliança com a Alemanha nazista. As forças húngaras lutaram ombro a ombro com a Wehrmacht e avançaram através da Ucrânia Soviética, depois para a Rússia, abrindo todo o caminho à Stalingrado. Entre 1942 a 1943, a maré da guerra virou. O Exército Vermelho libertou o território soviético, e avançou para o oeste de suas fronteiras para derrotar a Alemanha e seus aliados.
Foi no âmbito desses eventos a ocorre a Ofensiva de Budapeste em setembro de 1944. À medida que o exército húngaro ignorou o armistício com a URSS (assinado pelo governo de Miklós Horthy em 15 de outubro de 1944), os soviéticos lutaram contra as tropas húngaras e seus aliados alemães, capturando a capital em 13 de fevereiro de 1945, e a continuando as operações militares até 4 de abril de 1945, quando as forças alemãs e última parte das tropas húngaras que optaram por permanecer fiéis aos alemães, apesar de um outro armistício (assinado pelo governo de Ferenc Szálasi), serem encaminhadas

## Políticas soviéticas do pós-guerra
Os soviéticos tinham a certeza de que um governo pós-guerra, dominado pelos comunistas, fosse instalado no país, antes de transferir a autoridade da força de ocupação às autoridades húngaras.
Nas eleições realizadas em novembro de 1945, o Partido dos Pequenos Proprietários Independentes ganhou 57% dos votos. O Partido Comunista Húngaro, sob a liderança de Mátyás Rákosi e Ernő Gerő, recebeu o apoio de apenas 17% da população. O comandante soviético na Hungria, marechal Kliment Voroshilov, se recusou a permitir que o Partido dos Pequenos Proprietários formasse um governo. Em vez disso, Voroshilov estabeleceu um governo de coalizão com os comunistas em alguns dos postos-chave. Mais tarde, Mátyás Rákosi se vangloriou por ter tratado com os seus parceiros no governo, um por um, "cortando-os como fatias de salame". A monarquia húngara foi formalmente abolida em 1 de fevereiro de 1946, e substituído pela Segunda República da Hungria. A aquisição gradual pelos comunistas foi concluída em 18 de agosto de 1949, quando a Hungria tornou-se a República Popular da Hungria.
A presença das tropas soviéticas na Hungria foi formalizada pelo tratado de assistência mútua de 1949, que concedeu os direitos a União Soviética para uma presença militar contínua, garantindo o controle político final.

## A Revolução Húngara de 1956
A Revolução Húngara de 1956 foi uma revolta espontânea em todo o país contra o governo comunista da Hungria e as suas políticas impostas por Moscou. Depois de anunciar sua disposição de negociar a retirada das forças soviéticas, o Politburo soviético mudou de ideia e objetivou esmagar a revolução. Em 4 de novembro de 1956, uma grande força militar conjunta do Pacto de Varsóvia, liderada por Moscou, entrou em Budapeste para esmagar a resistência armada.
A intervenção soviética, de codinome "Operação Vendaval", foi lançada pelo Marechal Ivan Konev. As cinco divisões soviéticas estacionadas na Hungria antes de 23 de outubro foram aumentados para uma força total de 17 divisões. O 8 º Exército Mecanizado sob o comando do Tenente-General Hamazasp Babadzhanian e o 38 º Exército sob o comando do Tenente-General Hadzhi-Umar Mamsurov próximo do Distrito Militar de Cárpatos foram mobilizados para a Hungria para a operação.
Às 03h00 em 4 de novembro, os tanques soviéticos penetraram em Budapeste ao longo de Pest do lado do Danúbio em duas vertentes, uma do sul, e um do norte, assim, dividindo a cidade ao meio. As unidades de blindados cruzaram a fronteira com o Buda, e às 4:25 dispararam os primeiros tiros ao quartel do exército na estrada de Budaörsi. Logo depois, a artilharia soviética e  tanque de incêndio foram ouvidos em todos os distritos de Budapeste. A Operação Vendaval combinou ataques aéreos, de artilharia e a ação coordenada infantaria-tanque com 17 divisões. Às 08h00 a defesa organizada da cidade evaporou após a estação de rádio ser apreendida, e muitos defensores recuarem para posições fortificadas. Os civis húngaros suportaram o peso da luta, e muitas vezes era impossível para as tropas soviéticas diferenciar alvos militares de civis. Por este motivo, os tanques soviéticos muitas vezes disparavam indiscriminadamente em estradas e principais edifícios. A resistência húngara foi mais forte nas zonas industriais de Budapeste, que foram afetadas pela artilharia soviética e ataques aéreos. O último bolsão de resistência pediu cessar-fogo em 10 de novembro. Mais de 2 500 húngaros e 722 soldados soviéticos foram mortos e milhares foram feridos.

## Após a Revolução Húngara
O esmagamento da revolução húngara reforçou o controle soviético sobre o Bloco do Leste. Os soviéticos tinham substituído Imre Nagy como primeiro-ministro da Hungria, com János Kádár, o líder do húngaro Partido Socialista Operário. Nagy, com alguns outros, foi dado asilo na embaixada da Iugoslávia. Apesar de uma conduta segura escrita de passagem livre por János Kadar, em 22 de novembro de 1956, Nagy é preso pelas forças soviéticas quando estava deixando a embaixada da Iugoslávia, e levado para Snagov na Roménia. Posteriormente, os soviéticos voltaram-lo para a Hungria, onde foi secretamente acusado de organizar a derrubada do Estado popular democrático húngaro e de traição. Nagy foi secretamente julgado, condenado, sentenciado à morte e executado por enforcamento em junho de 1958. De acordo com Fedor Burlatsky, uma fonte do Kremlin, o premiê soviético Nikita Kruchov executou Nagy "como uma lição para todos os outros líderes de países socialistas".

## O fim da presença militar soviética
Na esteira das Revoluções de 1989, as tropas soviéticas - das Forças Grupo Sul - começaram a deixar a Hungria. Em julho de 1990, cerca de 15 000 soldados soviéticos e seus dependentes à esquerda  foram embora, levando cerca de 60 mil dos 560 mil toneladas de equipamentos que tinham guardado lá.  Havia 5 750 edifícios na década de 1960 acampamentos do exército e seis bases aéreas mantidas pelo Exército Soviético na Hungria. Os soviéticos supostamente pediram 50 000 milhões de florins (cerca de 800 milhões de dólares dos EUA na época), como compensação para o "investimento soviético" na Hungria, o comandante das tropas soviéticas na Hungria, o coronel-general Matvei Burlakov, disse que a retirada de tropas poderia ser travada se os húngaros se recusassem a pagar.
Os restantes 40 mil tropas soviéticas deixaram a Hungria em junho de 1991.